# Nova Anglia
Nova Anglia è stata una colonia (rump state) presumibilmente fondata, negli anni 1070 o 1090, da profughi anglosassoni in fuga da Guglielmo il Conquistatore. La sua esistenza è attestata in due fonti molto più tarde, la francese Chronicon Universale Anonymi Laudunensis (che termina nel 1219) e l'islandese Játvarðar Saga del XIV secolo. Raccontano la storia di un viaggio dall'Inghilterra attraverso il Mar Mediterraneo che portò a Costantinopoli, dove gli anglosassoni respinsero l'assedio dei pagani e furono ricompensati dall'imperatore bizantino Alessio I Comneno. Ad un gruppo di loro fu assegnata la terra a nord-est del Mar Nero, riconquistandola e ribattezzando il proprio territorio "New England".

## Fonti
Ci sono due fonti esistenti che danno conto della fondazione della "New England". Il primo resoconto è il Chronicon Universale Anonymi Laudunensis, scritto da un monaco inglese nel monastero dei premostratensi a Laon, in Piccardia, e copre la storia del mondo fino al 1219. Il Chronicon sopravvive in due manoscritti del XIII secolo, uno alla Biblioteca nazionale di Francia di Parigi (Lat. 5011) e l'altro alla Biblioteca di Stato di Berlino di Berlino (Phillips 1880).
Il secondo è il testo noto come Saga Játvarðar (Saga Játvarðar konungs hins helga), una saga islandese sulla vita di Edoardo il Confessore, re d'Inghilterra (1042 –1066). Fu compilato nel XIV secolo, in Islanda, probabilmente utilizzando come fonte il Chronicon Universale Anonymi Laudunensis (o un antenato comune).
La Játvarðar Saga racconta che quando i ribelli anglosassoni, combattendo contro Guglielmo il Conquistatore, furono sicuri che il re danese Sveinn Ástríðarson non li avrebbe più aiutati, decisero di lasciare l'Inghilterra per Costantinopoli (Miklagarðr). La forza inglese consisteva di 350 navi, un "grande esercito" e "tre conti e otto baroni", tutti guidati da un "conte Siward di Gloucester" (Sigurðr jarl af Glocestr). Passarono Pointe Saint-Mathieu (Matheus-nes), la Galizia (Galizuland), attraversarono lo Stretto di Gibilterra (Nörvasundz) fino a Ceuta (Septem). Catturarono Ceuta, uccidendo i suoi difensori musulmani e la saccheggiarono. Dopo Ceuta, presero Maiorca e Minorca, prima di imbarcarsi per la Sicilia, dove seppero che Costantinopoli era assediata dagli infedeli.
Gli anglosassoni salparono per Costantinopoli e sconfissero la flotta assediante. Il sovrano di Costantinopoli, Alessio I Comneno (Kirjalax), si offrì di prendere in servizio gli anglosassoni, permettendo loro di vivere a Costantinopoli come sue guardie del corpo, "come era consuetudine dei Variaghi che andavano al suo soldo". Mentre ad alcuni anglosassoni piaceva questa idea, il conte Siward e altri desideravano un regno tutto loro su cui governare fino alla vecchiaia. Alessio parlò loro di una terra sul mare che era stata precedentemente sotto l'imperatore di Costantinopoli, ma ora era occupata dai pagani. L'imperatore concesse loro questa terra e un gruppo guidato dal conte Siward salpò per la nuova destinazione mentre un altro gruppo rimase al servizio di Alessio. La terra si trovava a "6 giorni a nord e nord-est di Costantinopoli", e fu presa dal conte Siward, che dopo molte battaglie scacciò i pagani. La chiamarono "Inghilterra" e le principali città del territorio furono chiamate "Londra", "York" e "con i nomi di altre grandi città dell'Inghilterra". Gli anglosassoni non adottarono la "legge di San Paolo" (la liturgia di rito orientale), ma cercarono invece vescovi e altri sacerdoti del Regno d'Ungheria. Si dice che i discendenti di questi anglosassoni siano rimasti nella regione da allora.
La storia raccontata dal Chronicon Universale Anonymi Laudunensis è sostanzialmente la stessa in sintesi, ma presenta alcune varianti nei dettagli. Non nomina il re danese (Sveinn Ástríðarson), chiamato "Sveinn figlio di Ulf" nella Játvarðar Saga. Allo stesso modo, non menziona la rotta intrapresa dagli anglosassoni nel Mediterraneo, una rotta aggiunta dall'autore o dagli autori islandesi probabilmente dalla loro conoscenza. Esistono altre piccole varianti, come ad esempio "Guglielmo re d'Inghilterra" (Willelmus rex Anglie) nel Chronicon, nella Saga è chiamato "Guglielmo il Bastardo" (Viljálmr bastharðr), la "Sicilia" indicata nella saga diviene la "Sardegna" nel Chronicon, i nomi delle città (Londra e York) non sono dati dal Chronicon, e il New England (Nova Anglia) del Chronicon è chiamata solo "Inghilterra" nella saga. Una variante più importante è che il conte "Siward" (Sigurðr) della saga è chiamato Stanardus dal Chronicon. La maggior parte della narrazione, tuttavia, è la stessa, il numero e i ranghi dei conti e dei baroni, le loro navi, così come la distanza di navigazione da Costantinopoli alla colonia. Il Chronicon, dopo il resoconto della fondazione del "New England", aggiunge che quando Alessio inviò un funzionario a reclamare da loro un tributo, gli "Inglesi orientali" (Angli orientales) lo uccisero; si dice che gli anglosassoni che rimasero a Costantinopoli, temendo che Alessio si vendicasse su di loro, fossero fuggiti nella "New England" e avessero intrapreso la pirateria.

## Storicità

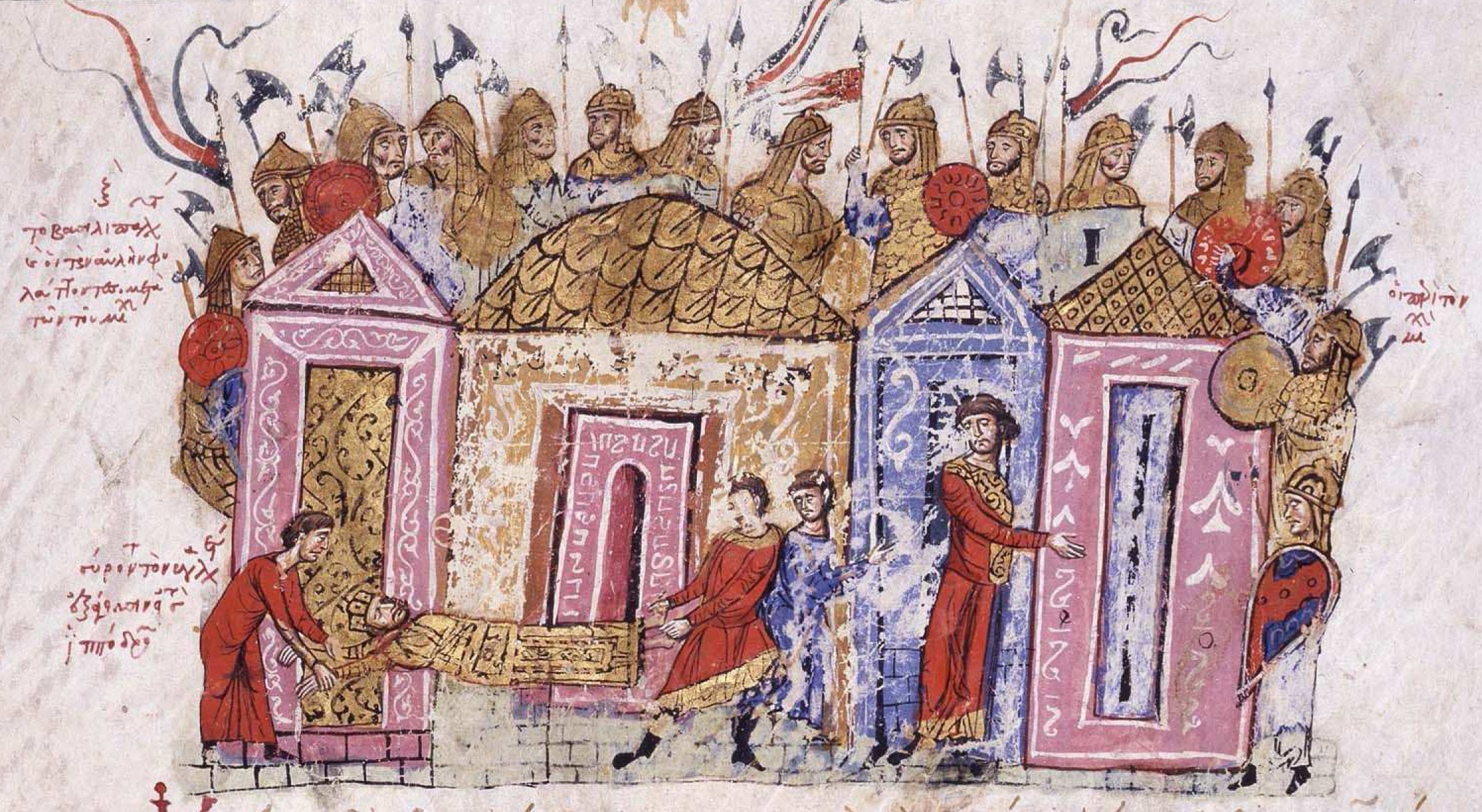
Guardie varangiane, in un manoscritto miniato dallo Scilitze di Madrid; molti se non la maggior parte dei membri della guardia varangiana erano anglosassoni dopo l'XI secolo.

È generalmente accettato dagli storici che gli anglosassoni inglesi emigrarono a Costantinopoli in questi anni e si unirono alla Guardia Varangiana, cosa che può essere dimostrata senza dubbio da altre fonti. Una fonte più attendibile, più vicina agli eventi in questione, è la Storia Ecclesiastica di Orderico Vitale. Questi, dopo un resoconto della conquista normanna dell'Inghilterra e del fallimento della ribellione del nord, riassunse le risposte degli inglesi sconfitti come segue:
E così gli inglesi gemevano ad alta voce per la libertà perduta e tramavano incessantemente per trovare un modo per scrollarsi di dosso un giogo così intollerabile e inconsueto. Alcuni si recarono da Sveinn, re di Danimarca, e lo esortarono a rivendicare il regno d'Inghilterra... altri andarono in esilio volontario per poter trovare la libertà dal potere dei Normanni o assicurarsi un aiuto straniero e tornare indietro a combattere una guerra di vendetta. Alcuni di loro, che erano ancora nel fiore della loro giovinezza, viaggiarono in terre remote e coraggiosamente offrirono le loro armi ad Alessio, imperatore di Costantinopoli, uomo di grande saggezza e nobiltà. Roberto il Guiscardo, duca di Puglia, aveva impugnato le armi contro di lui in appoggio a Michele che i Greci, risentiti del potere del Senato, avevano cacciato dal trono imperiale. Di conseguenza gli esuli inglesi furono accolti calorosamente dai greci e furono mandati in battaglia contro le forze normanne, troppo potenti per loro. L'imperatore Alessio pose le fondamenta di una città, chiamata Civitot, per gli inglesi, a una certa distanza da Bisanzio; ma più tardi, quando la minaccia normanna divenne troppo grande, li riportò nella città imperiale e li pose a guardia del suo palazzo principale e dei tesori reali. Questa è la ragione dell'esodo dei Sassoni inglesi in Ionia; gli emigranti e i loro eredi servirono fedelmente il santo impero, e sono ancora onorati tra i greci dall'imperatore, dalla nobiltà e dal popolo.
Al di là di questo resoconto, i dettagli della storia della "New England" sono impossibili da verificare; le fonti in questione sono tardive, e molti degli elementi sono, nelle parole di uno storico, "fantasiosi".
Molti storici hanno comunque abbracciato la storicità della colonia. Tra questi ci sono Jonathan Shepard, Christine Fell e Răzvan Theodorescu. Shepard ha sostenuto che il Siward del racconto è Siward Barn, un ribelle inglese di alto rango di cui si è sentito parlare per l'ultima volta nel 1087, quando era stato scarcerato dal morente re Guglielmo [I]. Siward era l'unico magnate inglese significativo del tempo ad aver posseduto terre nel Gloucestershire, ma poiché questo Siward fu imprigionato dal 1071 al 1087, non poteva essere a Costantinopoli nel 1075, l'anno in cui il Chronicon fa arrivare gli inglesi a Costantinopoli. Shepard ha quindi reinterpretato il racconto in modo che corrisponda ad alcuni eventi storici, sostenendo che il viaggio di questi Varangiani inglesi ebbe luogo dopo la richiesta di aiuto di Alessio, nel 1091, e che la flotta inglese è la stessa di quella gestita da Edgardo Atheling. Shepard in seguito identificò possibili resti di toponimi inglesi in Crimea, inclusa potenzialmente una "Londra".
Un ulteriore riferimento agli inglesi a Costantinopoli può essere trovato nel racconto della Quarta crociata, nel 1205, di Goffredo di Villehardouin, "La conquista di Costantinopoli", come segue:
I francesi piantarono due scale a pioli contro un barbacane vicino al mare. Il muro era fortemente presidiato da inglesi e danesi, e la lotta che ne seguì fu dura, dura e feroce.

## I nomi dei luoghi
La prova di cinque toponimi, proveniente da portolani di navigatori medievali italiani, catalani e greci, della costa settentrionale del Mar Nero supportano la visione di una "New England" medievale a est di Costantinopoli. È possibile che Susaco (o Porto di Susacho) derivi dalla parola "sassone" o "sud sassone" (dal Regno del Sussex, ora Sussex). Questo potrebbe essere il luogo che ha dato il nome alla fortezza ottomana di Sudschuk-ckala'h o Sujuk-Qale, ora sede della città portuale russa di Novorossijsk.
I portolani medievali indicano anche Londina, località sulla costa settentrionale del Mar Nero a nord-ovest di Susaco che ha dato il nome al fiume Londina e potrebbe derivare dal toponimo London.